# Dornberk

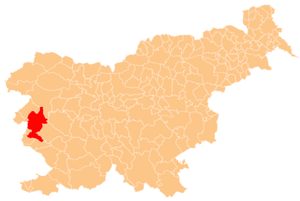
Provincia de Nova Gorica, en la que se encuentra Dornberk

Dornberk es una localidad rural eslovena de aproximadamente 1800 habitantes, formado por las poblaciones Budihni, Brdo, Draga, Dornberk, Potok, Saksid, Zalošče y ubicado en la parte intermedia del Valle del Vipava, en el centro-oeste de Eslovenia. Así como el Valle del Vipava es la transición geográfica entre Eslovenia y la llanura friulana, Dornberk es un punto de transición geográfica entre la parte alta y la parte baja del valle, dividida en dos, con una formación de colinas. Además, es un territorio geológico con tres tipos de paisaje:
Colinas
Paisaje fluvial del río Vipava
Meseta del Carso
Dornberk es un importante nudo ferroviario y de tráfico rodado entre Nova Gorica – Sežana y Nova Gorica – Ajdovščina, está ubicado a los pies del Carso, bajo el monte Trstelj (643m). 

## Historia
La población lleva su nombre desde los tiempos de los Condes de Dornberch. Algunos historiadores los describen como ministreriales desde Ansbach de Baviera. Sin duda fueron los primeros (después de los romanos) de los varios dueños en los siglos siguientes. 
En 1206 el duque Majnhard II de Gorizia cedió el primer terreno en feudo al conde »Henricus de Dornberch«. 
En 1232 reciben el castillo sobre la loma que hoy lleva el nombre de "Tabor" (fortificación). El personaje más importante de la dinastía, Vid Gašper Dornberch, está hoy enterrado en la iglesia de San Daniel de Dornberk.
En el siglo XIV fueron los caballeros de Reifenberch (hoy Branik) los dueños; aparece el nombre de »Ulrich von Reifenberch« en 1347.
En 1407 el Duque Henrik IV de Gorizia dio el terreno en feudo al conde Rabatta, que se impuso así como nuevo dueño.
En el siglo XVII cesó la corte del castillo.
En 1796 lo heredaron los condes Coronini.
En el siglo XIX varios latifundistas compraron los amplios terrenos de los nobles.
El castillo dejó de existir en el siglo XVII.
En el periodo de la invasión turca se formó alrededor del castillo una población que hoy lleva el nombre de "Tabor". Presumiblemente los habitantes eran de origen uscoque, fenómeno común en la región de aquella época. Lo puede confirmar una escritura glagolítica que data de 1574: JURI POP MDMLXIIII, inscrita en el portal del campanario de la iglesia de San Daniel. La confesión religiosa del pueblo entonces era ortodoxa, lo que se puede comprobar con la palabra POP, que significa pope (sacerdote de la iglesia ortodoxa), pese al hecho de que la región era oficialmente católica.

## Demografía
La localidad cuenta con 1801 habitantes según la Oficina de estadística de Eslovenia (Statistični urad Republike Slovenije, Popis prebivalstva 2002).
Distribución de los habitantes según las diferentes poblaciones

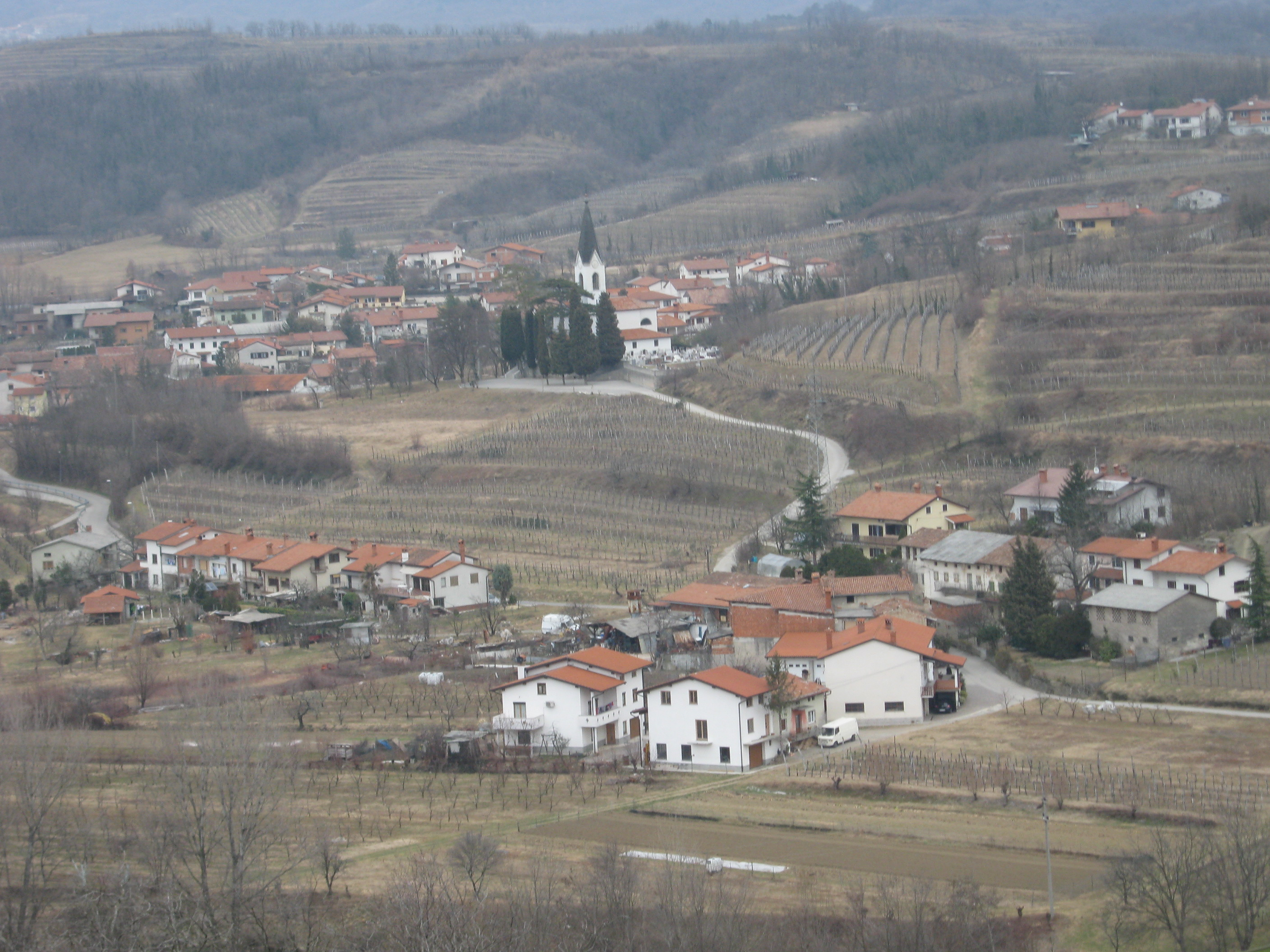
Budihni

Brdo 65,
Draga 98,
Dornberk 839,
Potok 110,
Tabor 189,
Zalošče 349,
Saksid 93,
Budihni 59.
- Budihni

## Entorno natural
Si bien la naturaleza está bastante determinada por la agricultura, está bien preservada, presentando una abundante variedad de flora y fauna submediterránea. 
En el río Vipava, que siempre caracterizó la vida del lugar, se puede pescar, entre varias otras especies, una variedad de salmónido muy rara en el mundo: la trucha Salmo marmoratus y una variedad autóctona de ciprínido de tamaño medio muy difundida: el bordallo (Leuciscus cephalus cabeda).
Se puede encontrar también algunas especies endémicas de pez agnato (sin mandíbulas) la Lethenteron zanandreai y la Cobitis bilineata.
Especies muy difundidas en el río son la trucha común (Salmo trutta), la trucha arcoíris (Oncorhynchus mykiss), bagre o cacho (Squalius cephalus), la anguila Anguilla anguilla, una variedad de alburno Alburnus alborella, el barbo común (Barbus barbus), el Chondrostoma nasus nasus.
Especie rara de bivalvo pero presente en este territorio en algunos lugares es el Unio crassus.

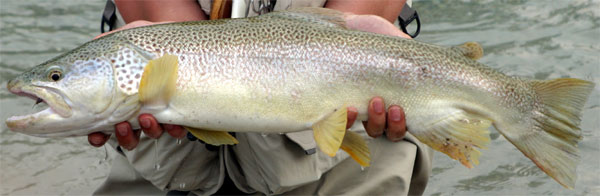
Trucha Salmo marmoratus
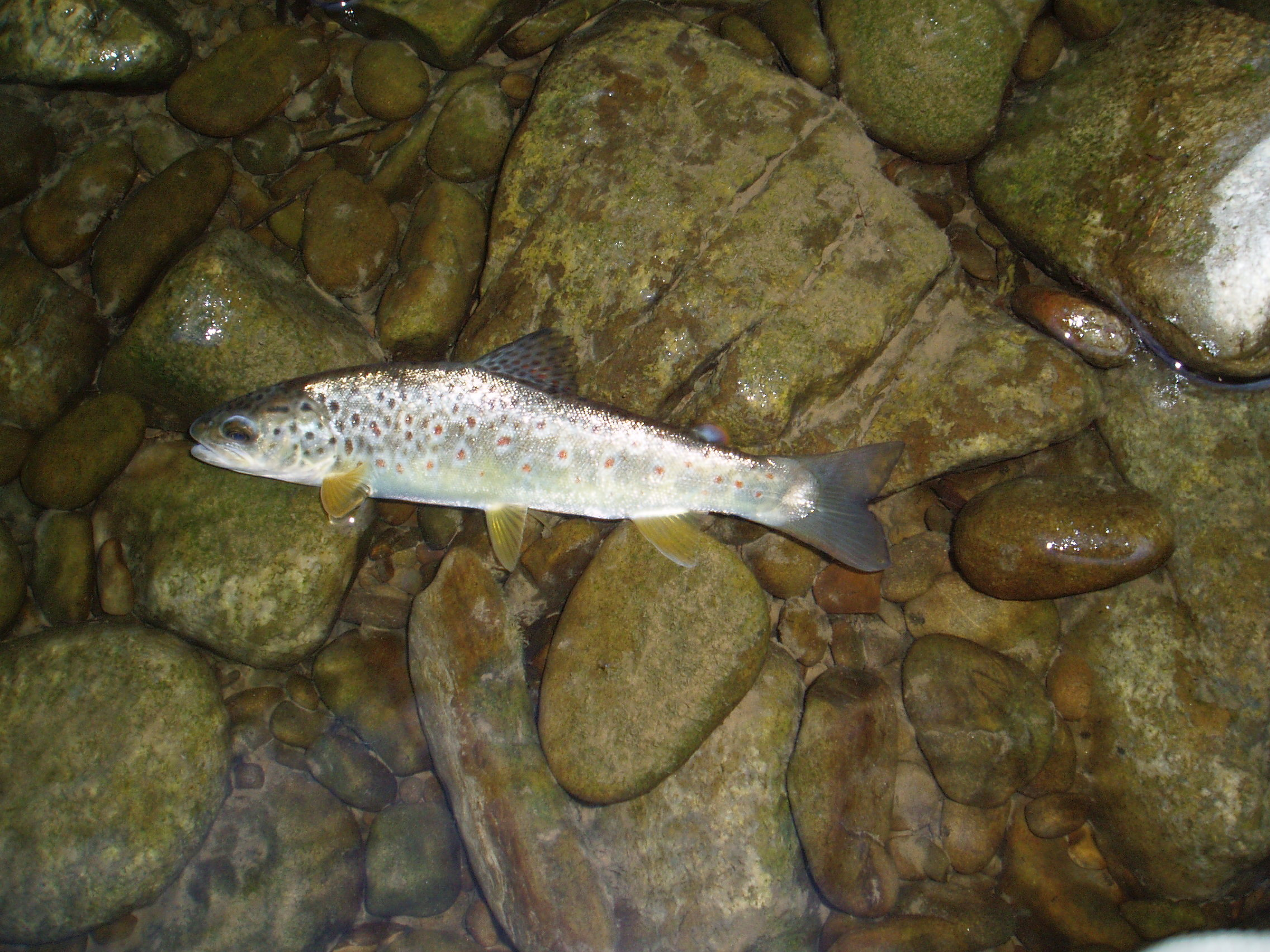
Trucha común
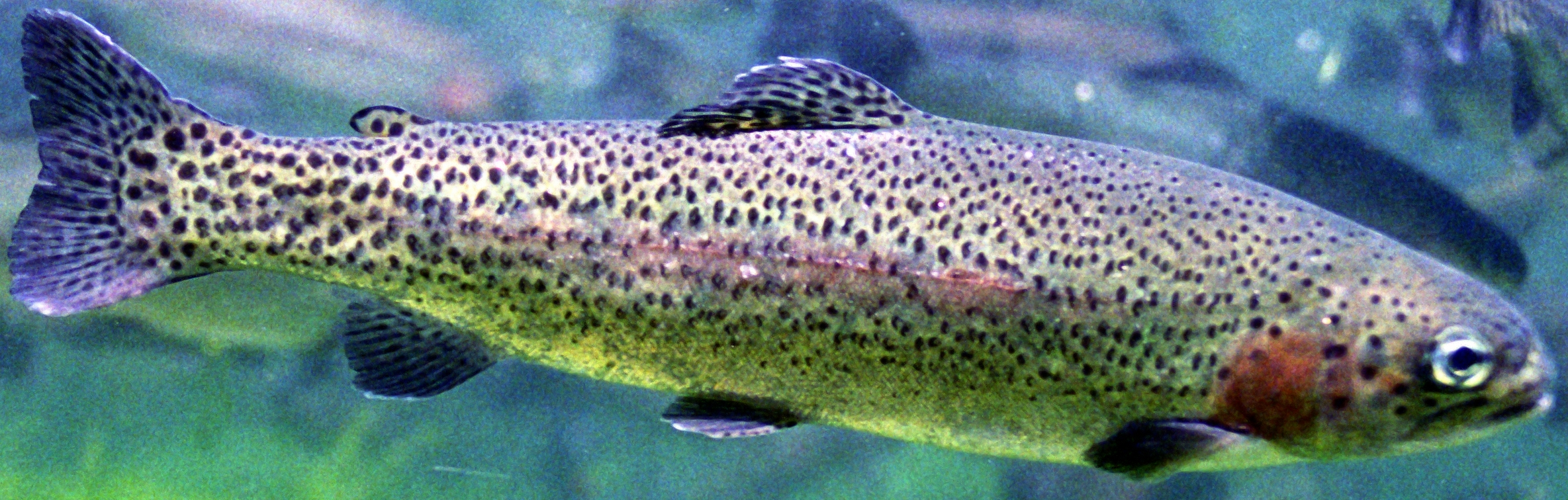
Trucha arcoíris
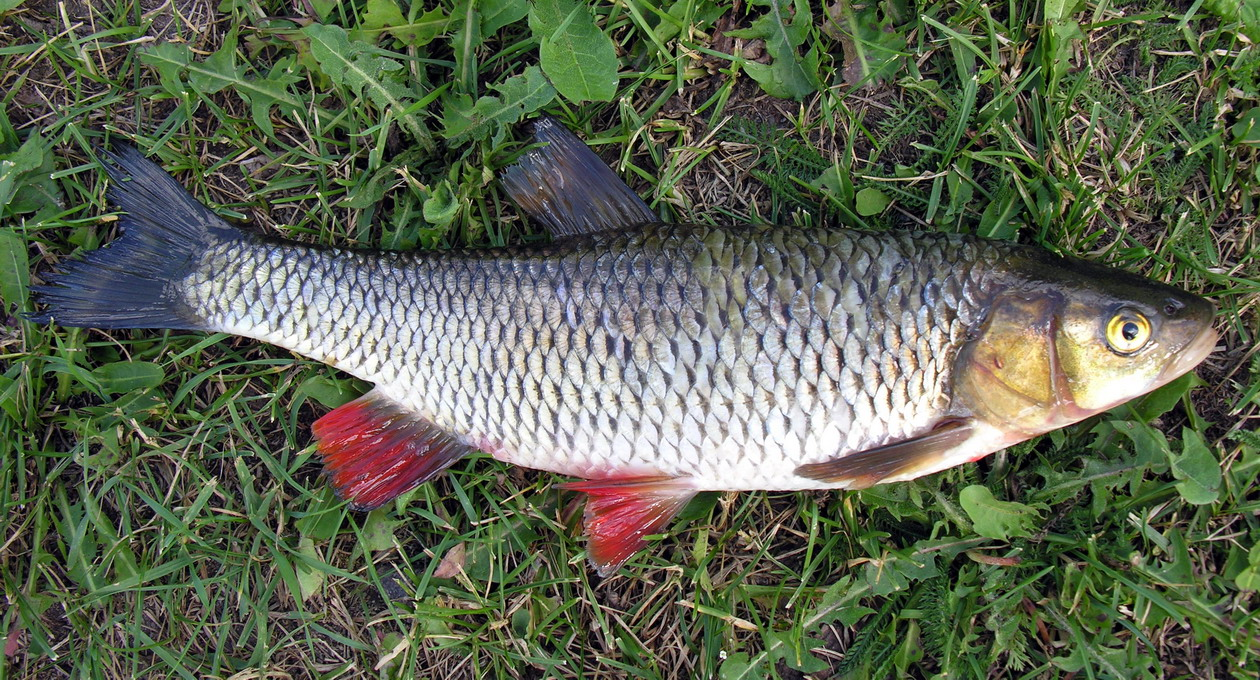
Bagre o cacho
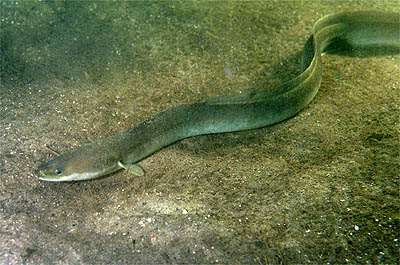
Anguila
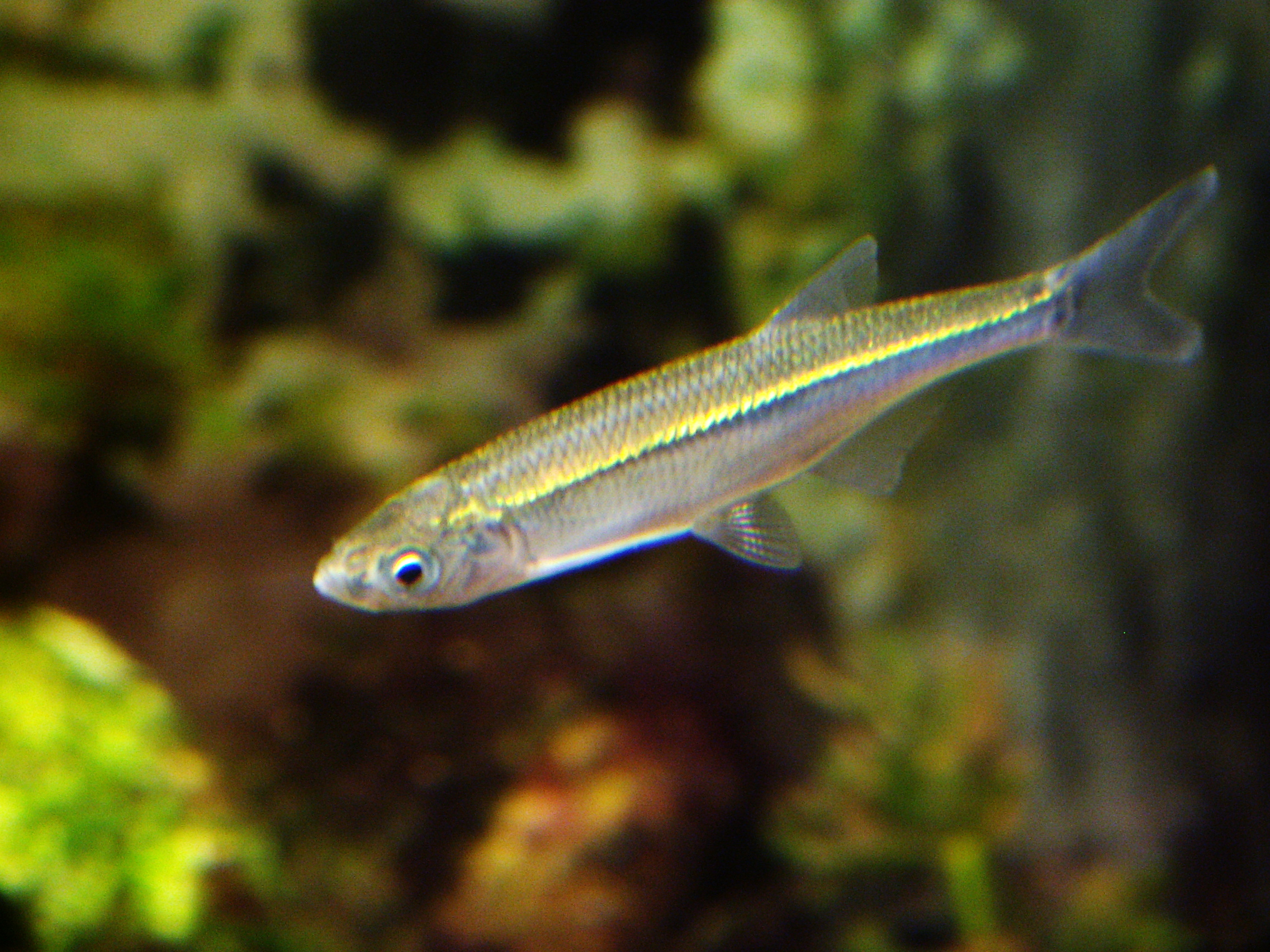
Alburno
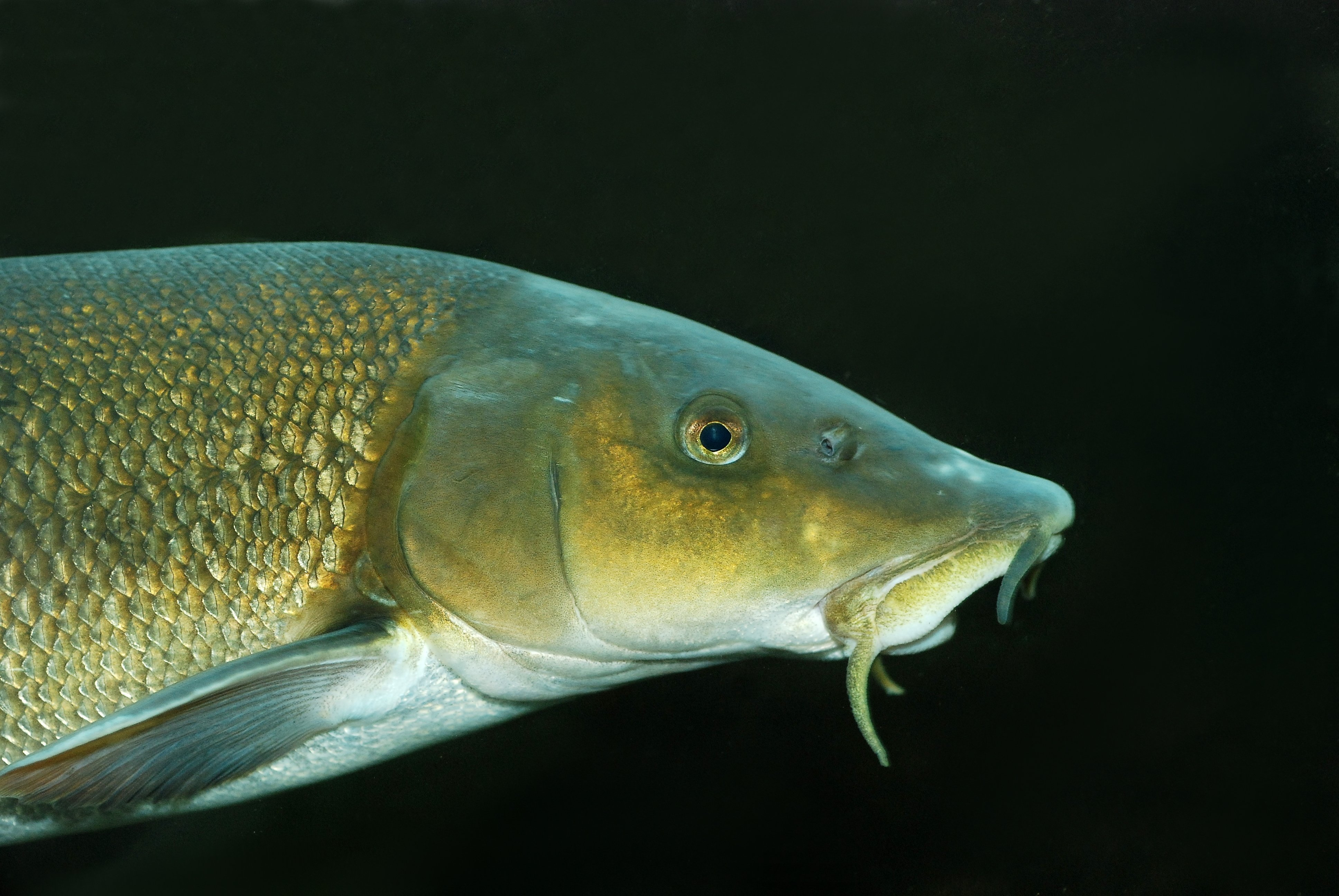
Barbo común
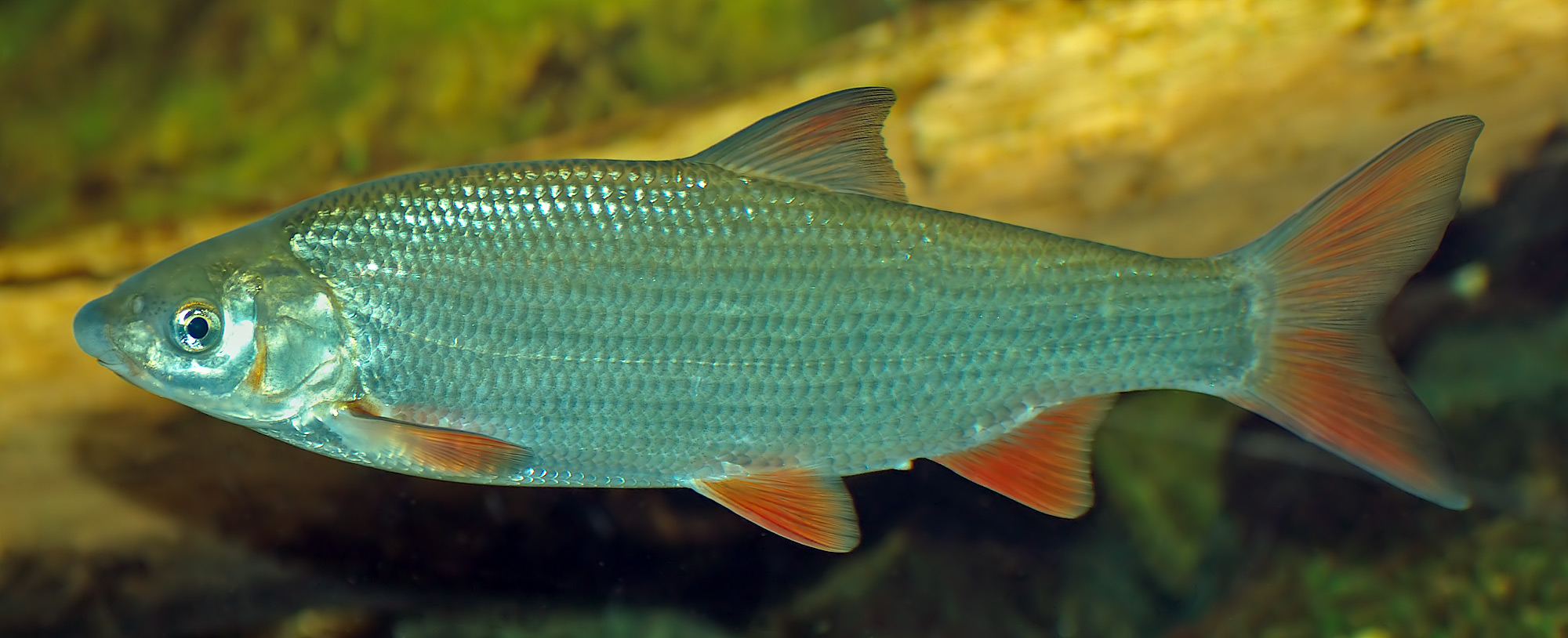
Chondrostoma nasus nasus

## Geografía física

### Ubicación y relieve
- El paisaje se presenta muy variado. La parte plagada de lomas es una formación de flysch de la Era Cenozoica del Período Paleógeno de la Época Eocena y está dedicada a la cultura vitivinícola y se puede decir que hoy día es el centro de la vitivinicultura en esa parte del valle.
- La gran mayoría de la amplia y suave parte fluvial del río Vipava es de la Era Cenozoica del período Cuaternario y está dedicada a la fruticultura, de especial modo a los cultivos de melocotones y a la viticultura. Dornberk es también el centro del cultivo de melocotones en el Valle del Vipava.
- Mientras, la parte cársica es de la Era Mesozoica del Período Cretácico y es una zona más o menos boscosa con algunas partes (robadas al bosque) dedicadas a la viticultura.

### Hidrología
Toda la zona pertenece a la cuenca hidrográfica del río Isonzo/Soča (esloveno, Soča; italiano, Isonzo; friulano, Lusinç), siendo el Vipava (italiano: Vipacco, alemán: Wippach) el que recibe las aguas en esta zona.

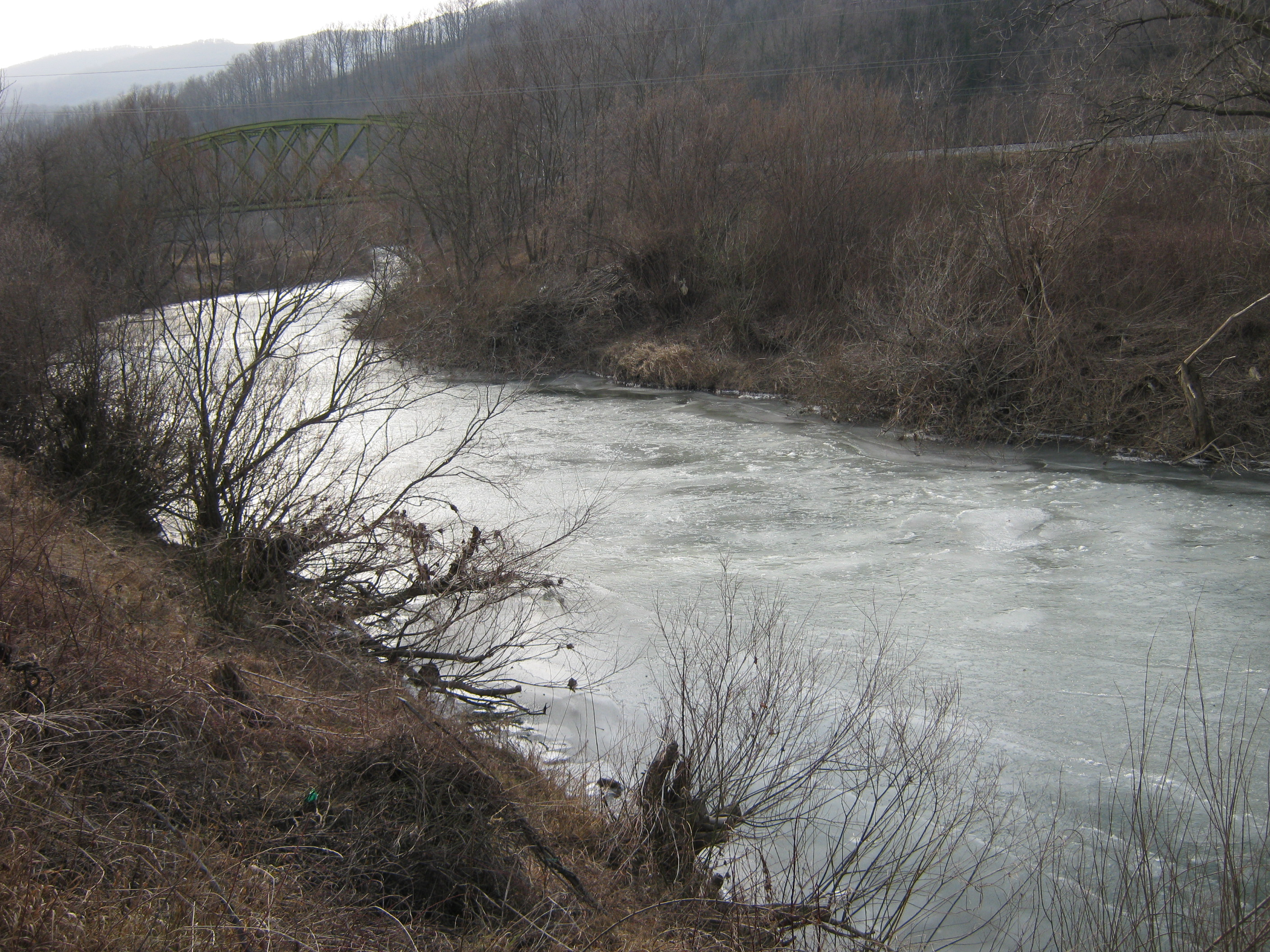
El río Vipava a su paso por Budihni (03/02/2012)

## Clima
Su variada climatografía, de base submediterránea, permite el cultivo de distintos productos: cereales, frutas y viñedo. Las culturas prevalentes son el maíz, el melocotón y la uva. En épocas remotas, ya desde los tiempos de los romanos y bajo la República de Venecia, prosperaba el cultivo de aceitunas, que se interrumpió después de las grandes heladas de 1885 (cuando también se hiela la Laguna de Venecia) y en la helada de 1929, en la que murieron más o menos todos los olivos (los que habían quedado en 1885) del Valle de Vipava. En Trieste se llegaron a medir 16 grados bajo cero.
En la actualidad los olivos regresan al valle, pero no representan aún un factor importante para la economía local.

## Curiosidades
Fuentes históricas comprobadas cuentan que los inicios se remontan al siglo XVII, cuando el monje Adam Klemše se trasladó aquí desde la lejana Francia, fundando un pequeño monasterio alrededor del que, en siglos posteriores, se desarrolló la localidad de Zalošče, trajo consigo las primeras viñas. Fue también el primer habitante del pueblo, su fundador.
Hay un cuento popular que dice que Zalošče y otros lugares llevan el nombre de Zala, una hija del Conde Dornberch, a la que le gustaba mucho entretenerse en estos lugares, por donde solía pasear. En Klemšeti, la parte antigua de la población de Zalošče, aún sigue en pie la vieja casa Klemše (solar del antiguo monasterio). Adam Klemše está enterrado en la iglesia del pueblo.

## Restos arqueológicos

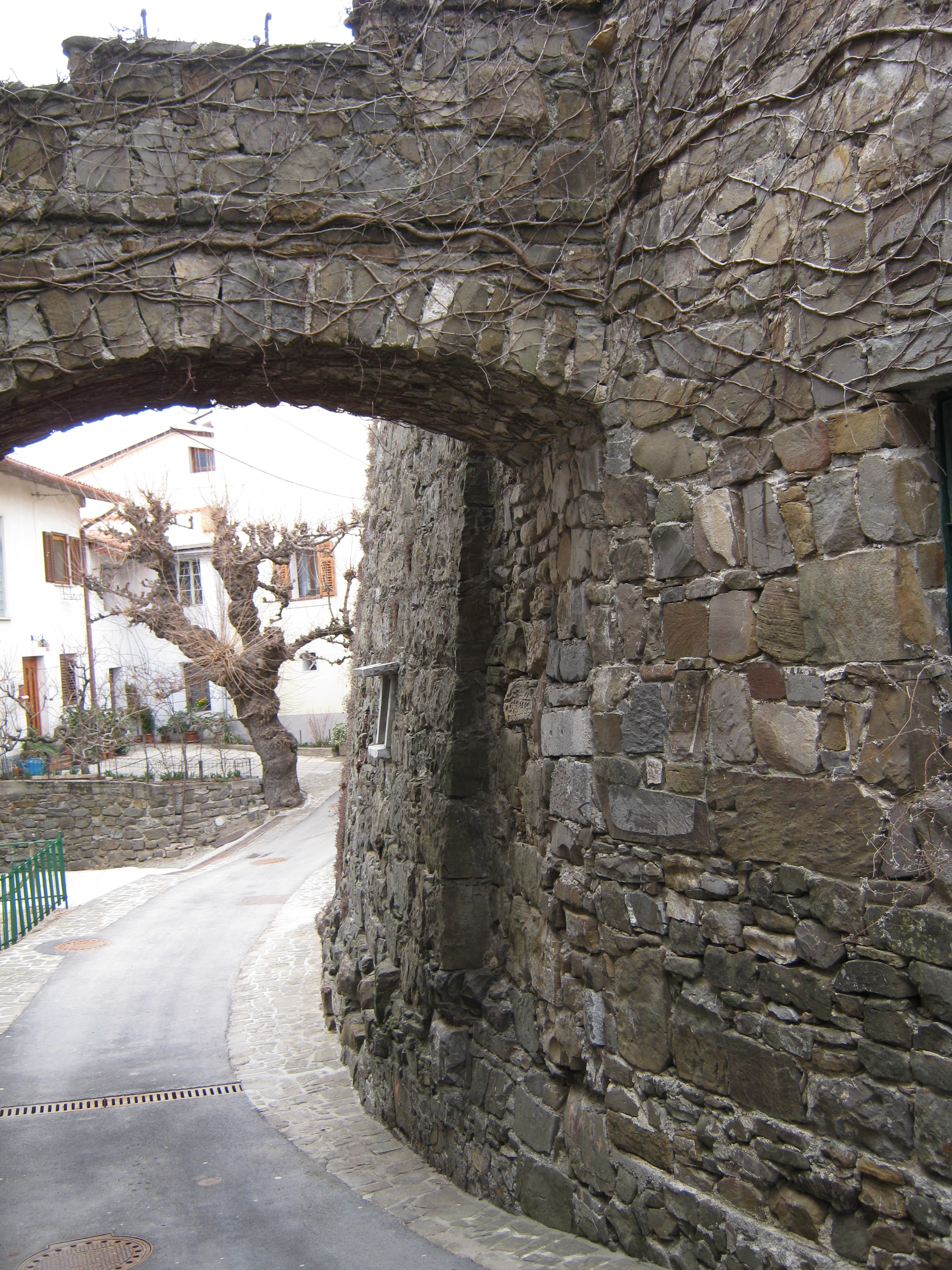
Muralla de Tabor
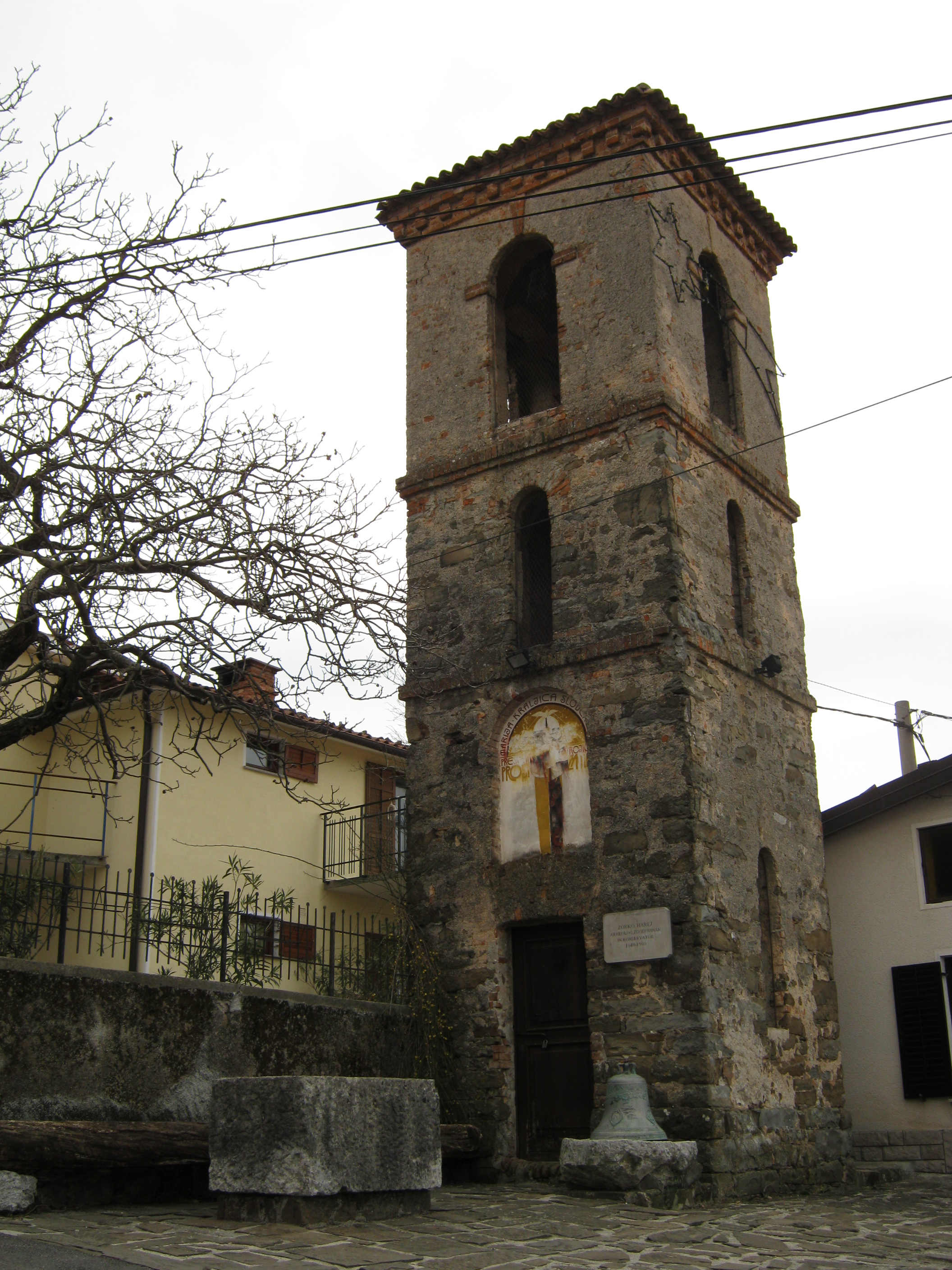
Campanario de Tabor
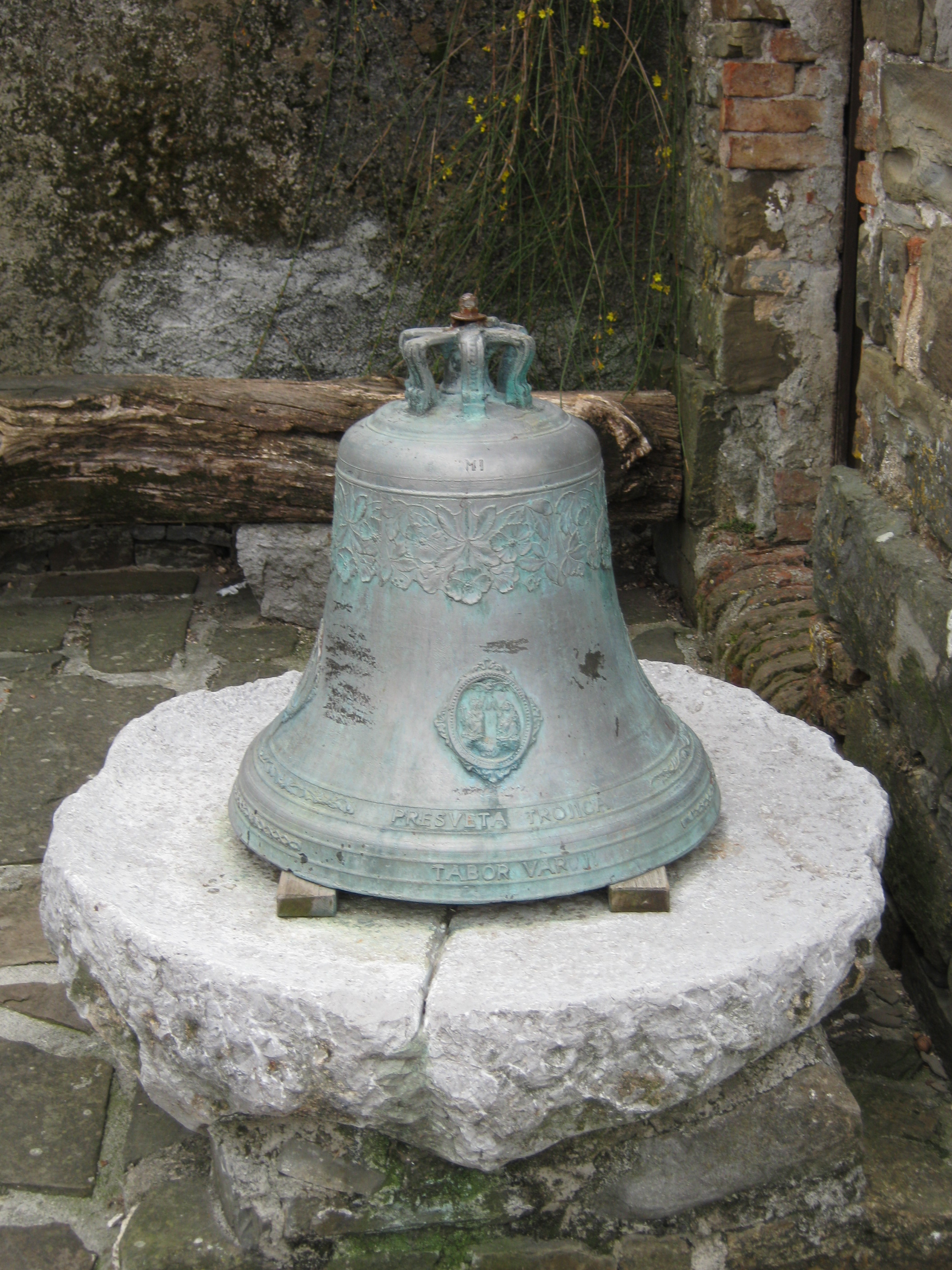
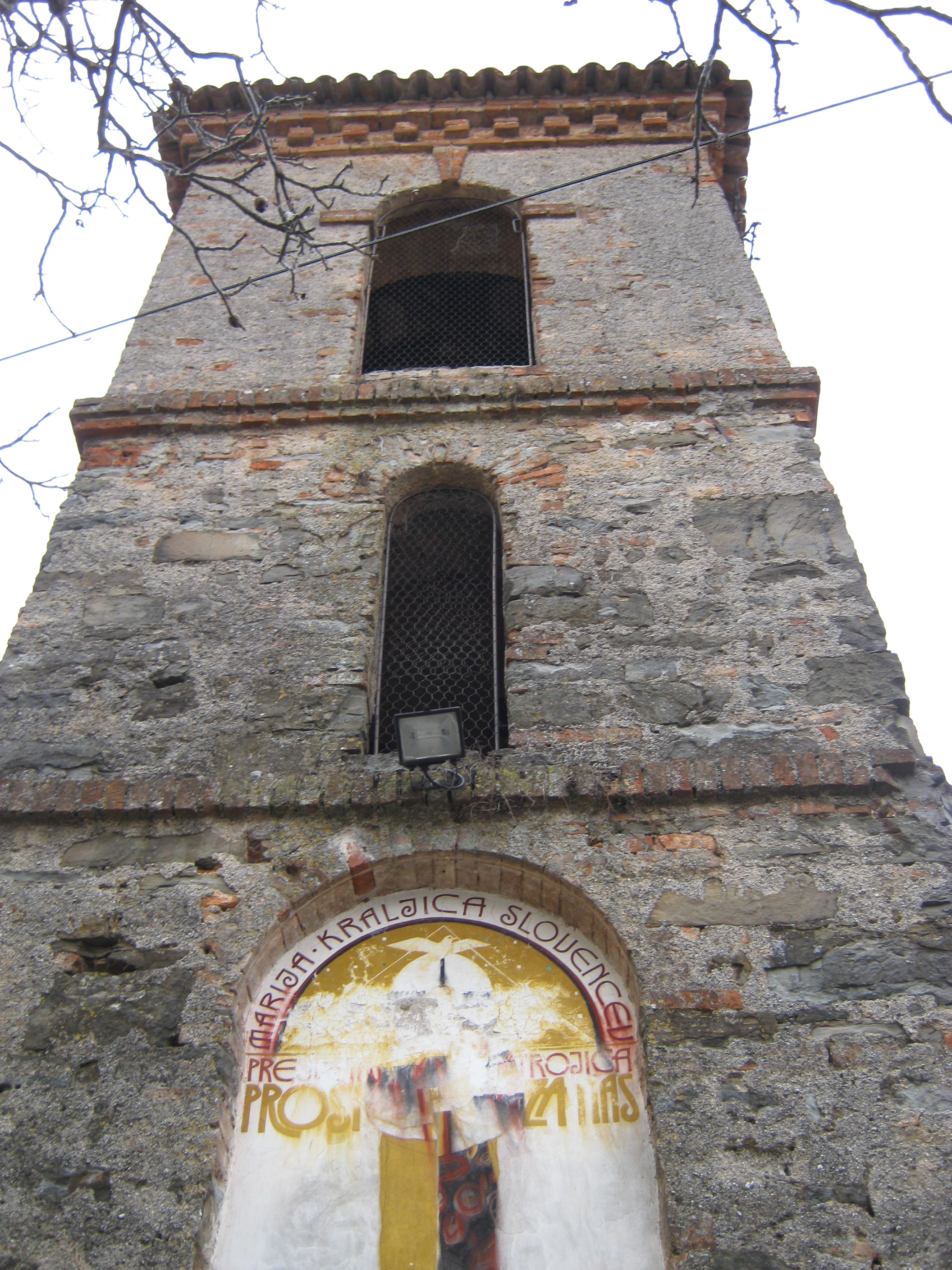
Campanario de Tabor

Hoy queda en Tabor un campanario (desde el que se llamaba al trabajo a los súbditos) y una modesta e irreconocible ruina de una antigua e imponente muralla con torres de avistamiento, como la muralla del castillo de Gorizia.

## Patrimonio religioso

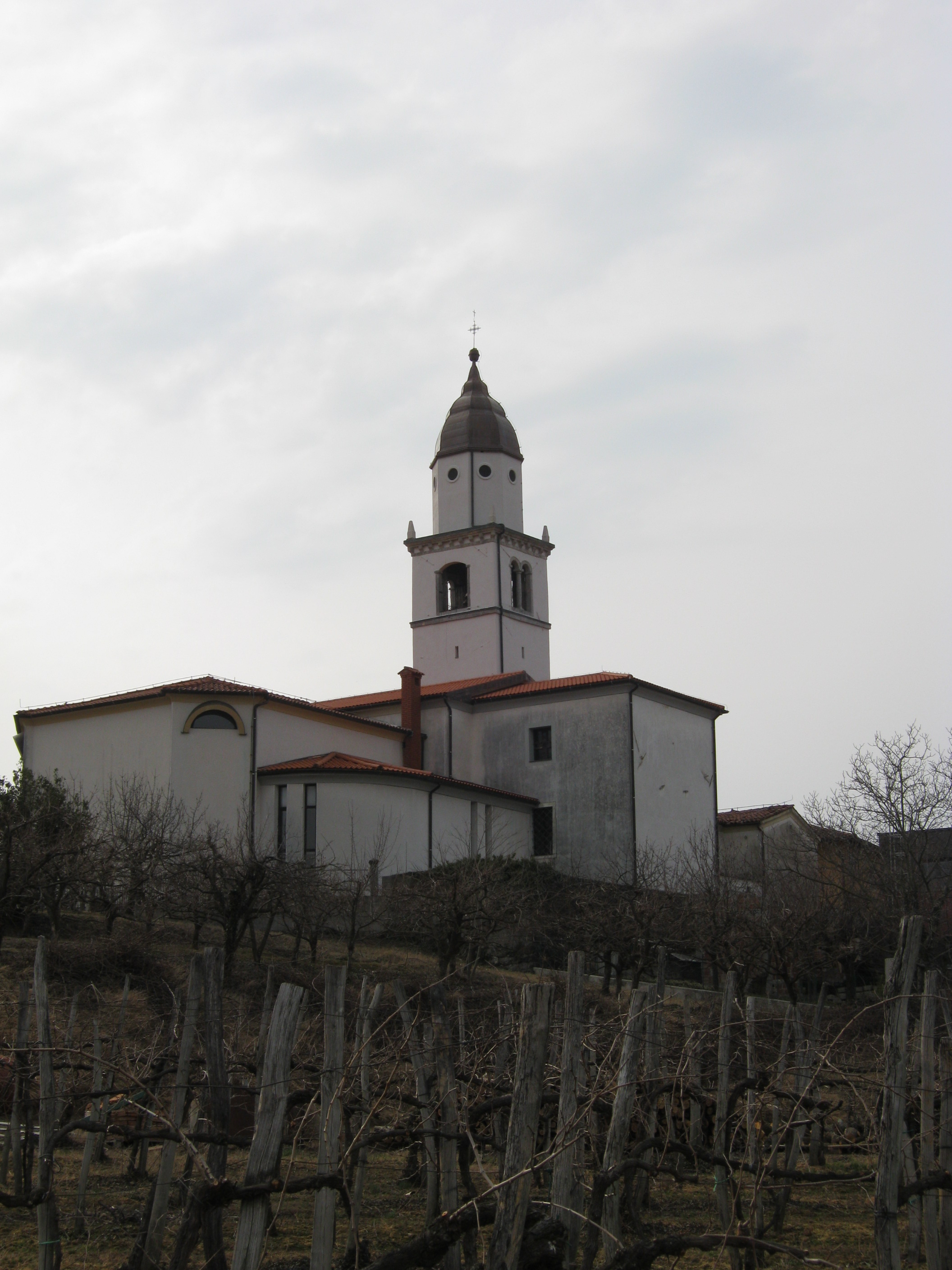
Dornberk: la iglesia de San Daniel
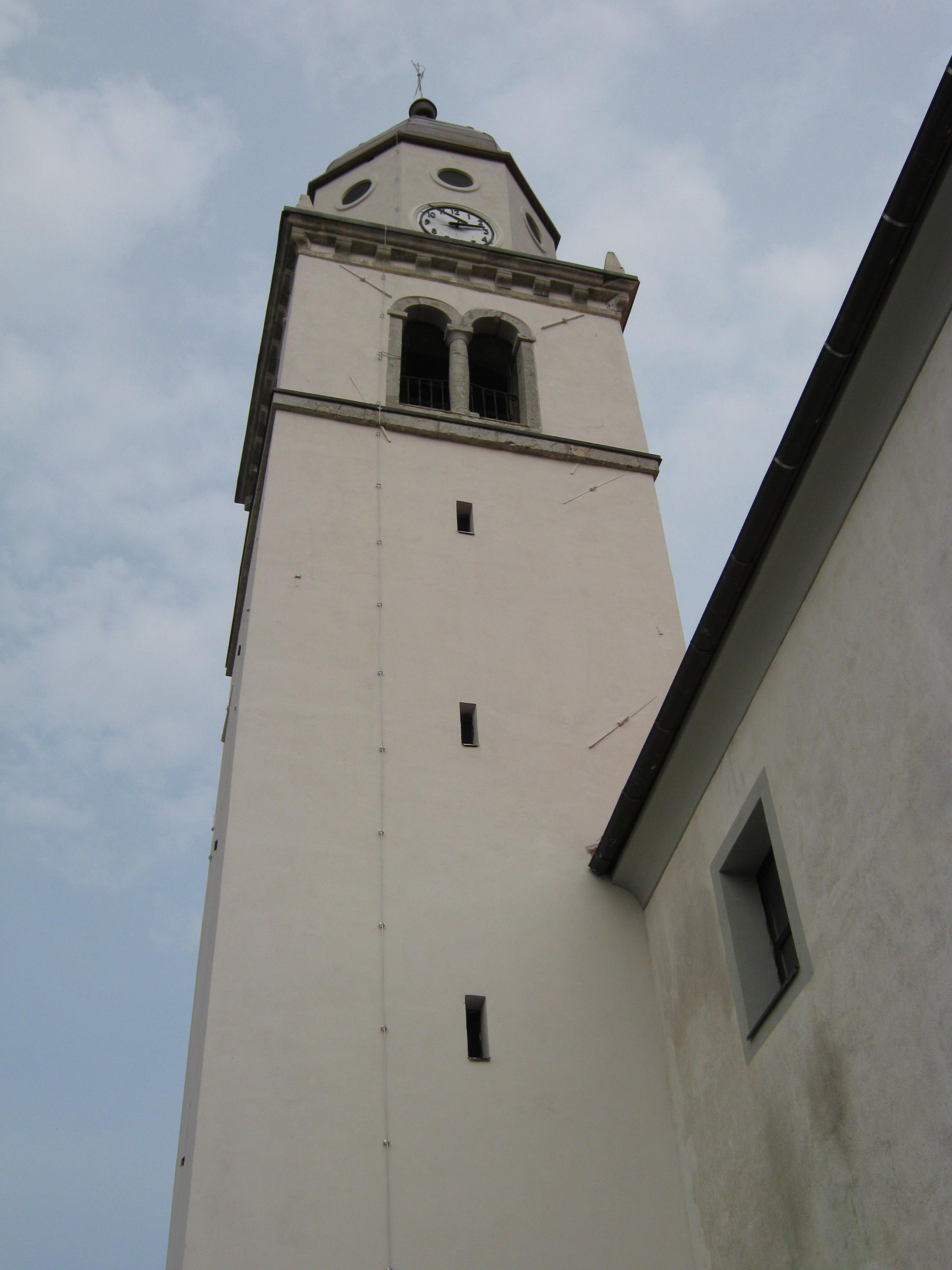
Dornberk: el campanario de la iglesia de San Daniel
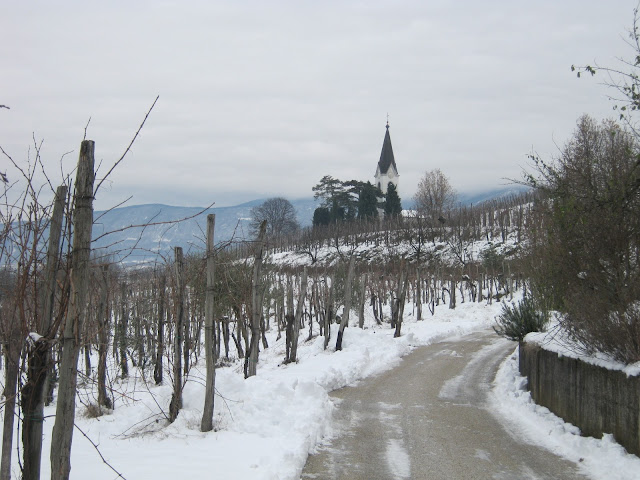
Zalošče: La iglesia de San Lorenzo
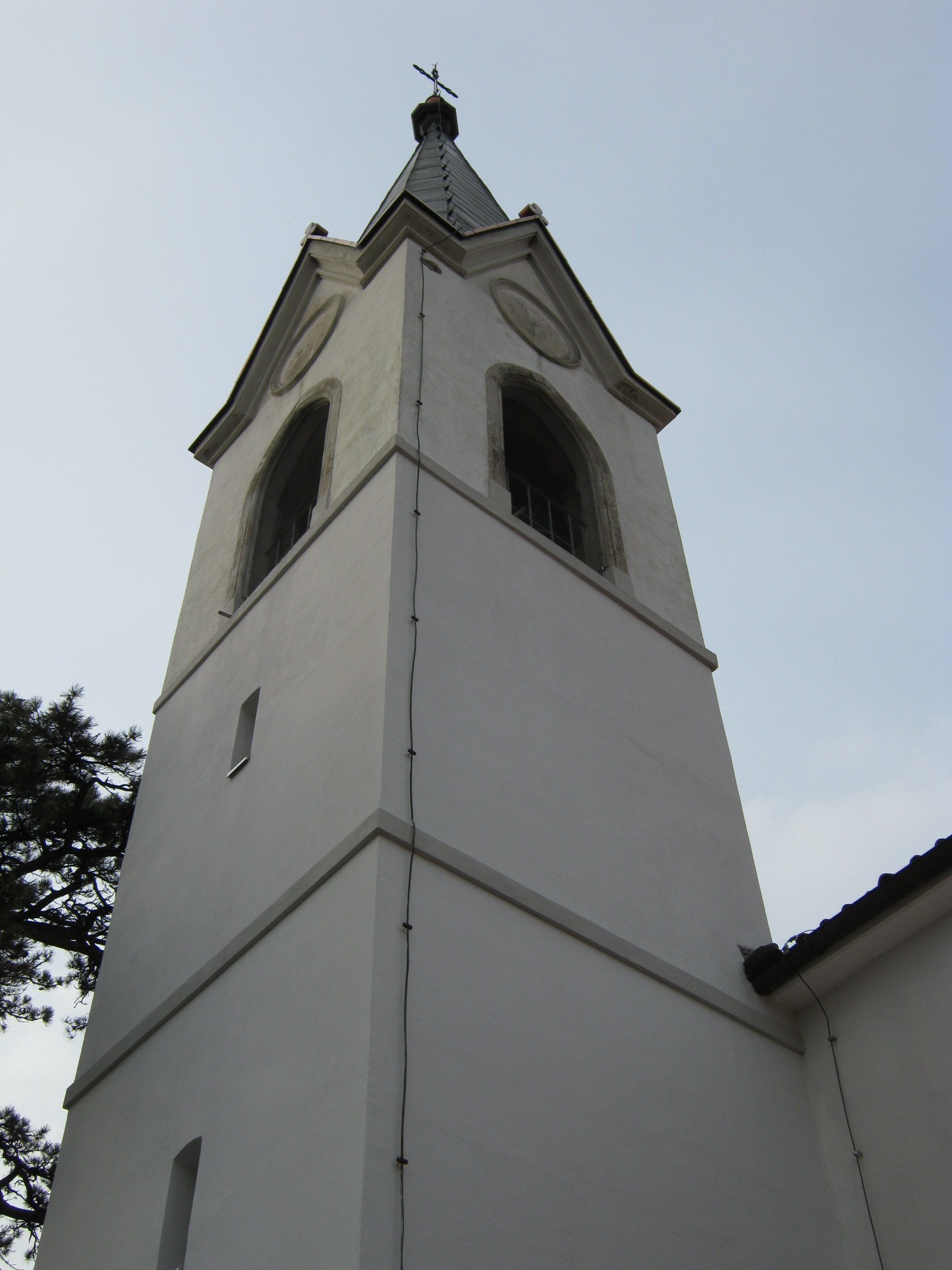
Zalošče: el campanario de la iglesia de San Lorenzo
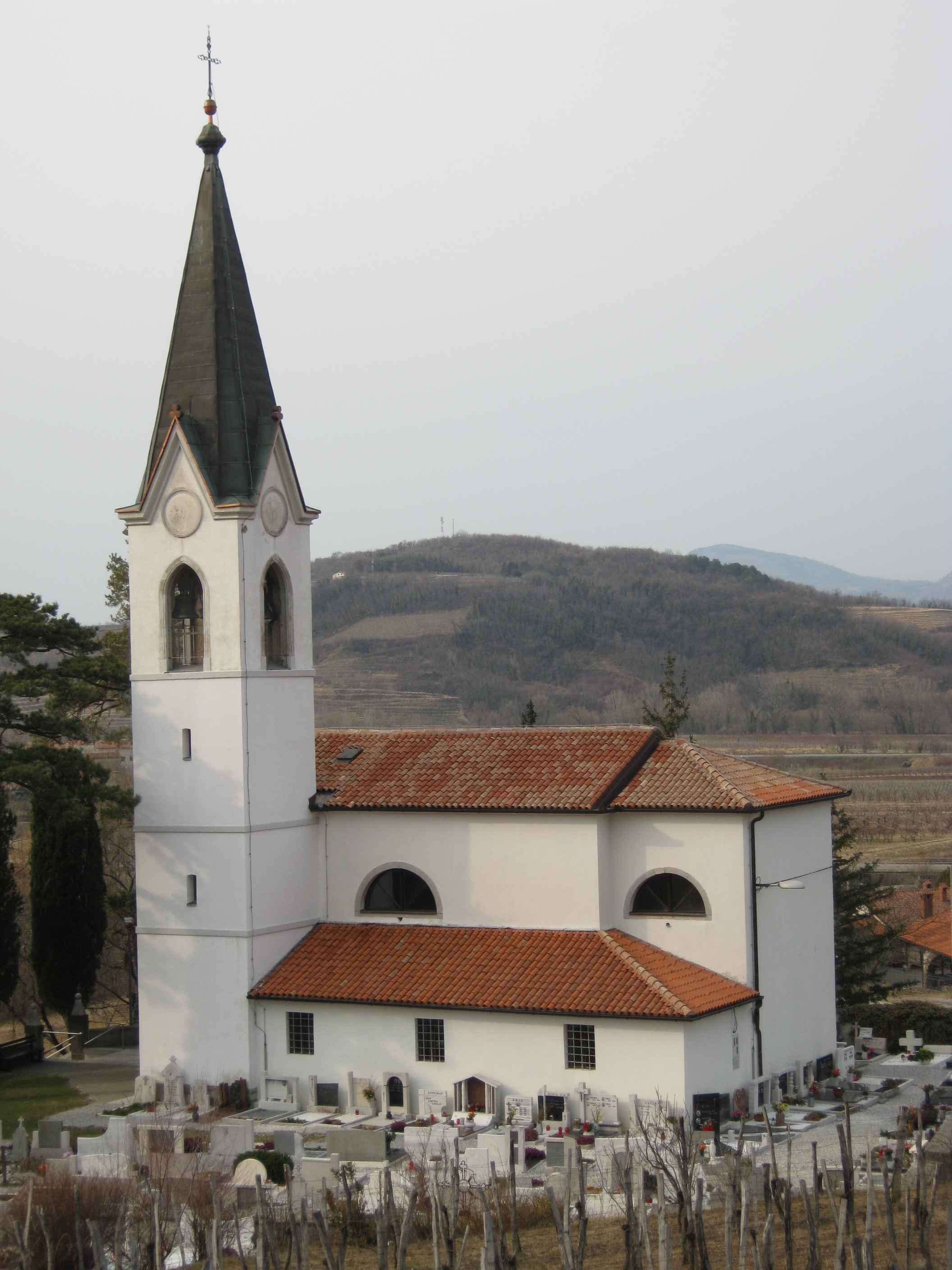
Zalošče: La iglesia de San Lorenzo

La parroquia está dedicada a San Daniel y pertenece a la diócesis de Koper.
En el término municipal Dornberk hay dos iglesias: la más antigua es la de San Daniel en Dornberk y la otra es la de San Lorenzo en Zalošče.
El primer edificio, el más antiguo de la iglesia de Dornberk, fue construido antes de 1200, pero durante la renovación de 1990 fueron encontrados restos de un edificio romano. La parroquia, el cura y el vicario aparecen mencionados por primera vez en 1296; la iglesia, de estilo gótico, llevaba el nombre »ecclesia antiqua«. Durante los siglos aparecen cuatro edificios distintos, lo cual se debe a varias demoliciones y renovaciones, de varios estilos. El gótico, el renacentista, el barroco y en 1990 la versión ampliada moderna. La parroquia posee una preciosa cruz de madera del siglo XV.
La segunda iglesia, San Lorenzo, es de estilo barroco, de dimensiones medias, del siglo XVII con murales del conocido pintor barroco Parolli. La iglesia, con su cementerio, están ubicadaos sobre una loma cerca de un pequeño cementerio de la Primera Guerra Mundial.
El vicariato de Zalošče no formaba parte de la parroquia de Dornberk hasta 1947, cuando Margotti (el obispo de Gorizia), excluyó a Zalošče de la parroquia de Prvačina y le asignó el estatus de vicariato independiente bajo el patrocinio de la parroquia de Dornberk.